# Ázerbájdžánský Superpohár
Ázerbájdžánský Superpohár (ázerbájdžánsky: Azərbaycan Milli Futbol Superkuboku) je nepravidelná ázerbájdžánská fotbalová soutěž, která zahrnuje pouze jediné utkání ročně. Účastní se jí vítěz ázerbájdžánské ligy a vítěz ázerbájdžánského poháru.
Nejúspěšnějším týmem je se dvěma prvenstvími klub Neftçi Bakı PFK.

## Přehled jednotlivých ročníků
| Rok  | Superpohár                          | Superpohár                                                     | Superpohár                                                     |
| Rok  | Vítěz ázerbájdžánské fotbalové ligy | Výsledek                                                       | Vítěz ázerbájdžánského fotbalového poháru                      |
| ---- | ----------------------------------- | -------------------------------------------------------------- | -------------------------------------------------------------- |
| 1993 | Neftçi Bakı PFK (1)                 | 4 : 1                                                          | İnşaatçı Bakı FK                                               |
| 1994 | Qarabağ FK (1)                      | Qarabağ vyhrál obě soutěže, Superpohár mu byl udělen bez boje. | Qarabağ vyhrál obě soutěže, Superpohár mu byl udělen bez boje. |
| 1995 | Turan-T İK                          | 1 : 1 (9:10 na pen.)                                           | Neftçi Bakı PFK (2)                                            |
| 2013 | Neftçi Bakı PFK                     | 1 : 2                                                          | FK Xəzər Lənkəran (1)                                          |
| 2014 | Qarabağ FK                          | nehráno                                                        | Neftçi Bakı PFK                                                |
| 2015 | neuděleno                           | Qarabağ vyhrál obě soutěže.                                    | Qarabağ vyhrál obě soutěže.                                    |

Legenda:
|  | klub získal v sezóně double, tedy prvenství v ázerbájdžánské lize i ázerbájdžánském poháru |
|  | vítěz utkání je zvýrazněn tučně, číslo v závorce znamená počet titulů k danému roku        |